# Mile End (London Underground)

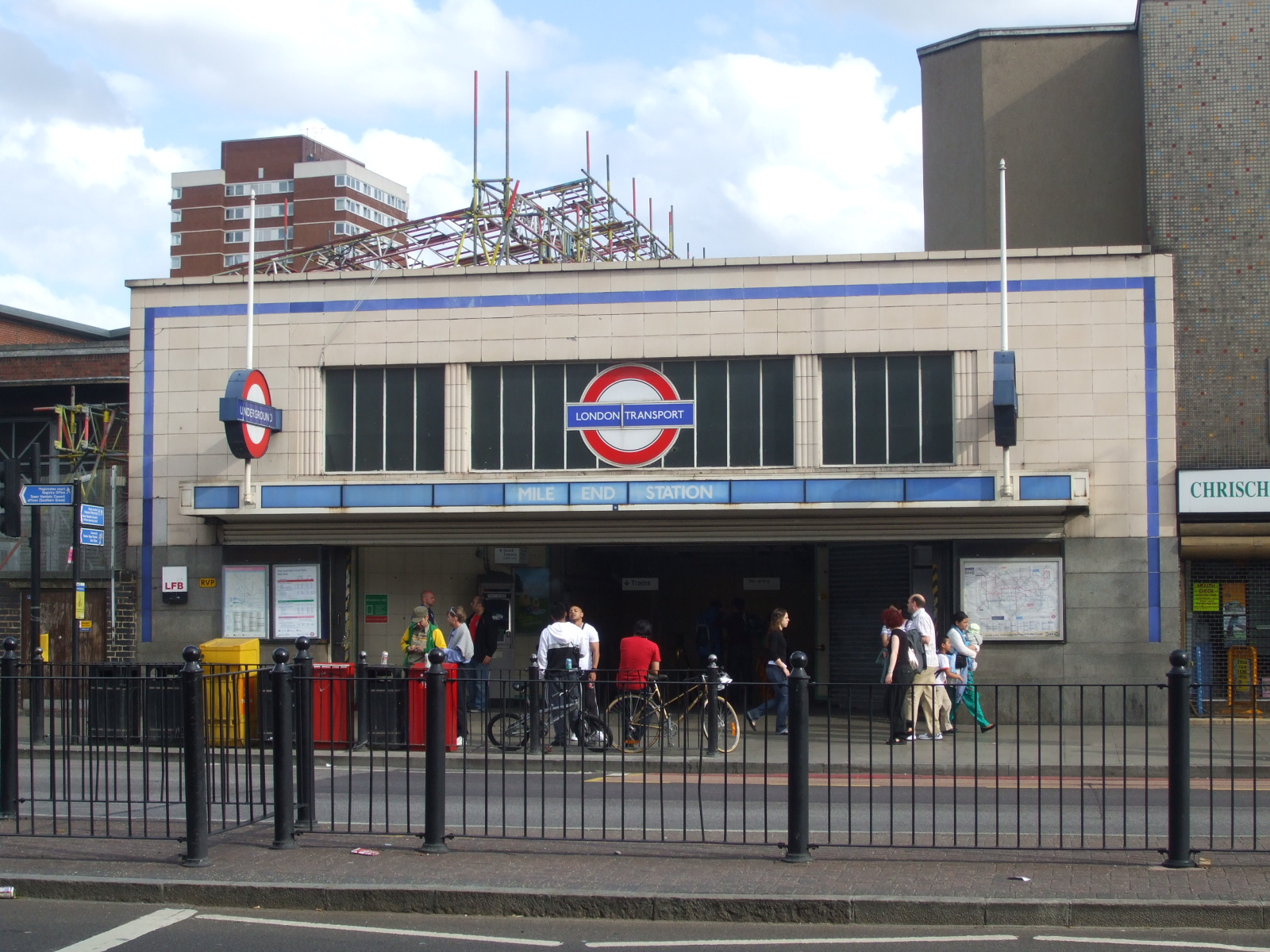
Stationsgebäude

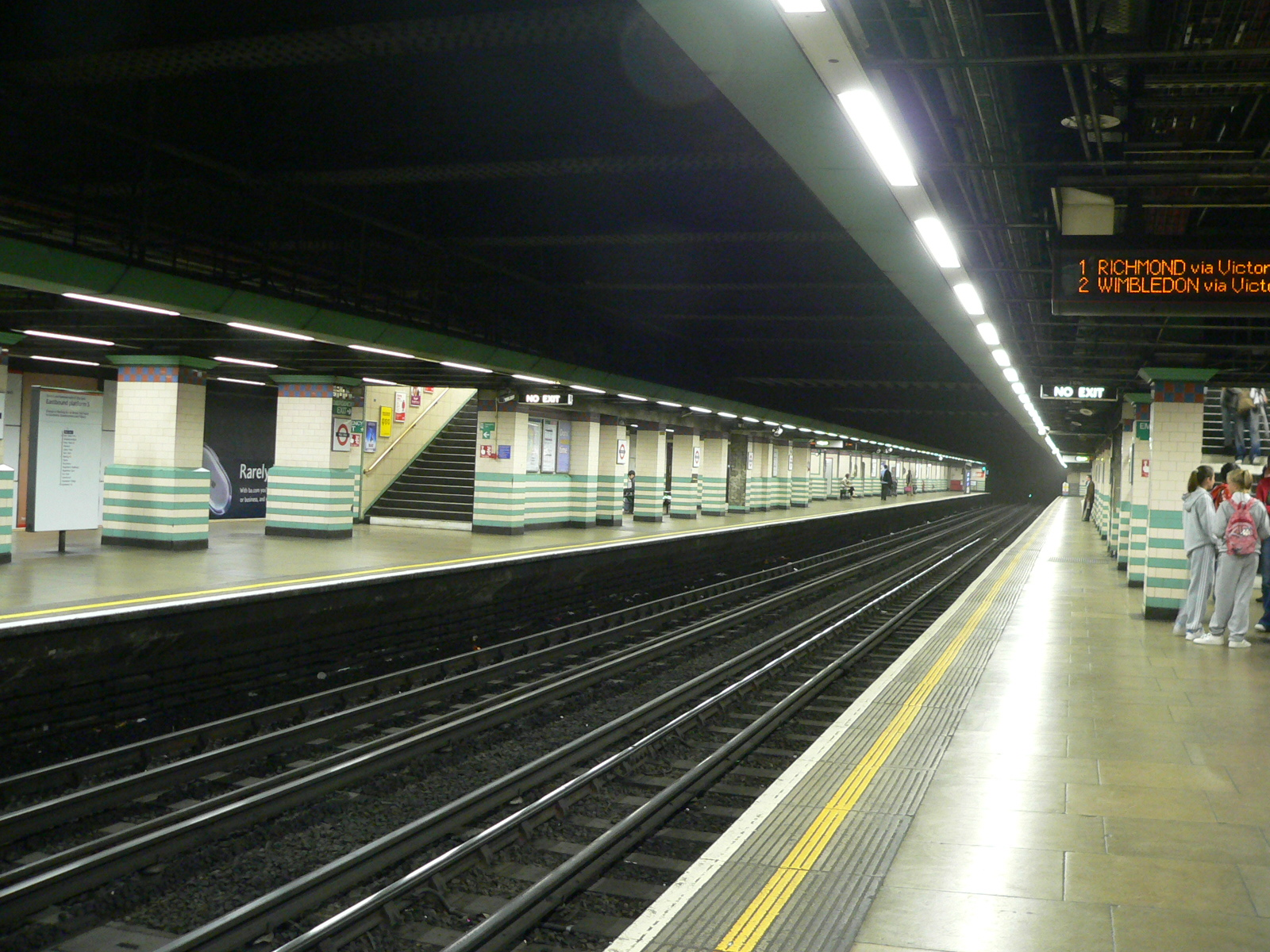
Bahnsteige der Hammersmith & City Line und der District Line

Mile End ist eine unterirdische Station der London Underground Stadtteil Mile End im London Borough of Tower Hamlets. Sie liegt in der Travelcard-Tarifzone 2, an der Kreuzung von Mile End Road und Burdett Road. Hier verkehren die Central Line, die District Line und die Hammersmith & City Line. Im Jahr 2014 nutzten 15,60 Millionen Fahrgäste diese von der Central Line bediente Station.
Der Stationsname leitet sich von einem Meilenstein ab, der jenen Punkt markierte, der genau eine Meile östlich der Grenze der City of London liegt. Mile End ist die einzige unterirdische Station des gesamten Underground-Netzes, bei der am selben Bahnsteig eine Umsteigemöglichkeit zu beiden Linientypen besteht; einerseits Röhrenbahn (tube), andererseits Unterpflasterbahn (sub-surface).
Eröffnet wurde die Station am 2. Juni 1902 durch die Whitechapel and Bow Railway, einem Joint Venture der Metropolitan District Railway (Vorgängergesellschaft der District Line) und der London, Tilbury and Southend Railway. Die Metropolitan Line bediente Mile End erstmals am 30. März 1936 (deren Zweigstrecke nach Barking wurde 1988 an die Hammersmith & City Line übertragen). Die Gleise der Central Line gingen am 4. Dezember 1946 in Betrieb.
In der Nähe der Station liegt der Mile End Park.